# Cultura de China
La cultura china (chino simplificado: 中华文化; chino tradicional: 中華文化; Pinyin: Zhōnghuá wénhuà) es una de las culturas más antiguas del mundo, originada hace miles de años. La cultura prevalece en una amplia región geográfica de Asia Oriental y es extremadamente diversa y variada, con costumbres y tradiciones que varían enormemente entre provincias, ciudades e incluso pueblos también. Los términos "China" y la masa geográfica de "China" han cambiado a lo largo de los siglos, siendo el último nombre el de Gran Qing antes de que el nombre "China" se convirtiera en habitual en la modernidad.
La civilización china se considera históricamente una cultura dominante de Asia oriental. Siendo China una de las primeras civilizaciones antiguas, la cultura china ejerce una profunda influencia en la filosofía, la virtud, la etiqueta y las tradiciones de Asia. Los caracteres chinos, la cerámica, la arquitectura, la música, la danza, la literatura, las artes marciales, la gastronomía, el arte, la filosofía, la etiqueta en los negocios, la religión, la política y la historia han tenido una influencia global, mientras que sus tradiciones y festividades son celebrados, inculcados y practicados por personas de todo el mundo.

## Sociedad

### Estructura
Desde el periodo de los Tres augustos y cinco emperadores, el principal gobernante ha sido algún monarca. En los diferentes periodos se han empleado nombres diferentes para referirse a las diversas posiciones sociales. Conceptualmente los periodos imperial y feudal son similares, con el gobierno y los oficiales militares en la parte alta de la jerarquía social mientras que el resto de la población quedaba bajo la ley regular.
Desde la Dinastía Zhou (1046-256 a. C.) en adelante, la sociedad tradicional china ha estado organizada en un sistema jerárquico de clases socioeconómicas conocido como Las cuatro ocupaciones

### Identidad
Actualmente, en China hay 58 grupos étnicos reconocidos.
El grupo preeminente es la etnia han. A lo largo de la historia muchos grupos se han asimilado a etnias vecinas o desaparecido sin dejar rastro. Al mismo tiempo, dentro de la etnia han mantenido tradiciones culturales o peculiaridades lingüísticas. El término 'Zhonghua minzu' se emplea para definir el nacionalismo chino en general. En gran medida la identidad cultural tradicional tenía relación con diferentes nombres familiares.

### Religión
La religión en China se ha caracterizado por un pluralismo desde los comienzos de la Historia de China. Las religiones en China se orientan al entorno familiar y no suelen exigir la adherencia exclusiva de sus miembros. Algunos estudiosos dudan de la aplicación del término «religión» para el budismo o el taoísmo, prefiriendo denominarlos «prácticas culturales» o «sistemas de pensamiento». El cuestionamiento sobre lo que debería llamarse religión en el ámbito de China está sujeto a debate.

## Idioma
El idioma escrito desde la antigüedad fue el Chino clásico. Se empleó durante miles de años pero estuvo principalmente reservado para inteligentes, eruditos e intelectuales. Hasta el siglo XX, millones de ciudadanos, especialmente aquellos que vivían alejados de la corte imperial, eran analfabetos.
Solo tras el Movimiento del Cuatro de Mayo se impulsó el chino vernáculo lo que permitió a los ciudadanos leer pues el idioma estaba modelado conforme a la lengua hablada.
En la actualidad, cerca de un 70% de la población china hablaba Mandarín, que es una de las lenguas más habladas de todo el mundo.

## Literatura
La literatura china se remonta a compilaciones de la adivinación con huesos oraculares. La extensa colección de libros que se conservan desde la dinastía Zhou demuestran lo avanzado de los intelectuales de aquel tiempo. Algunos de los textos antiguos más importantes son el I Ching y Shujing. Hu Shih y Lu Xun fueron los pioneros en la literatura moderna en el siglo XX.

## Gastronomía

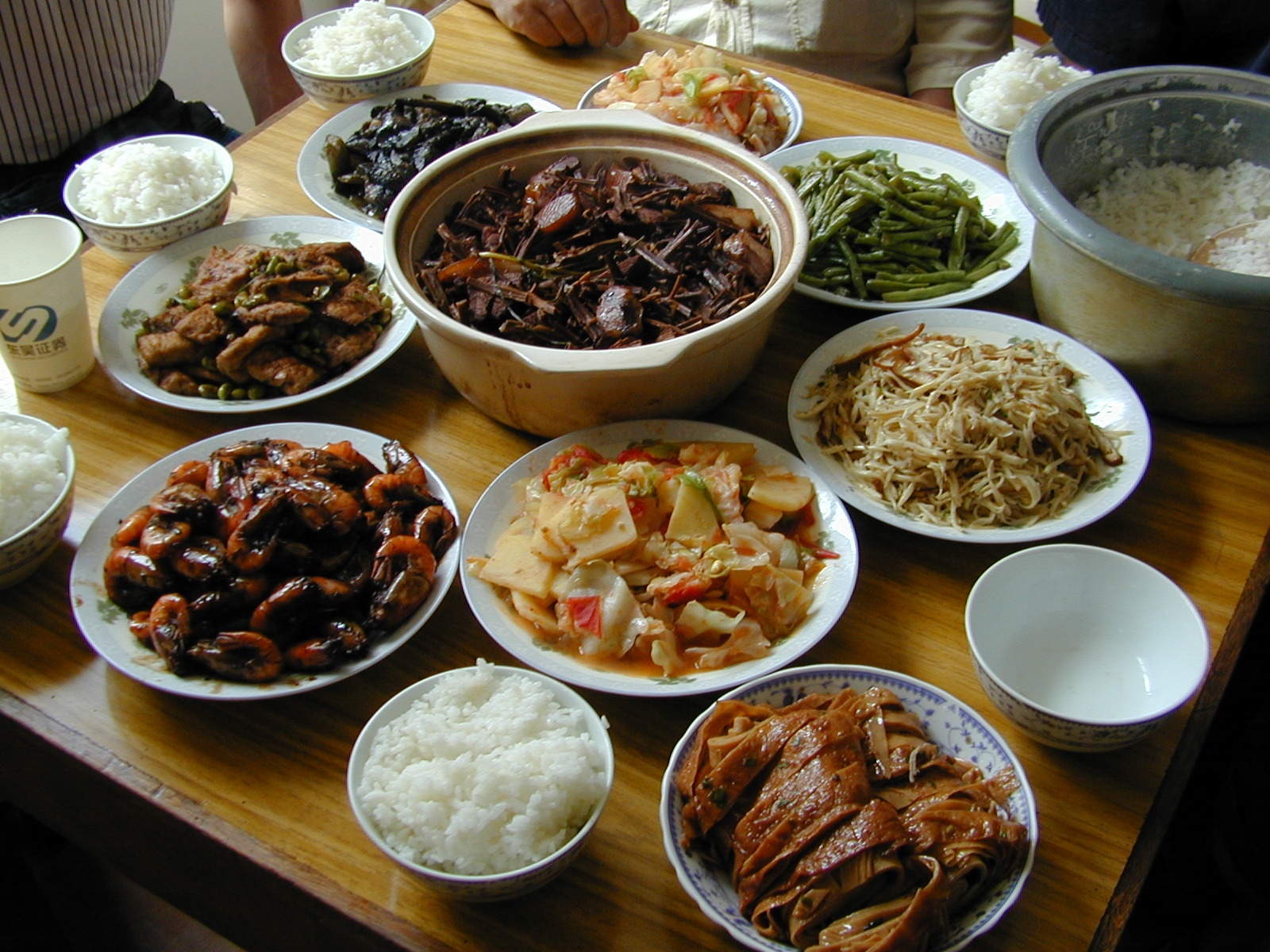
Comida china en Suzhou consistente de arroz, camarones, berenjena, tofu fermentado, fritura de vegetales, pato vegetariano con carne y bambú.

La abundante variedad de gastronomía china procede principalmente de una costumbre del período de los emperadores de China que solían ofrecer cien platos diferentes en cada comida.
En el proceso de preparación de la comida se veían envueltos incontables cocineros y concubinas. Con el tiempo muchos platos pasaron a formar parte de la comida diaria de los ciudadanos. Indiscutiblemente, toda la gastronomía de Hong Kong e incluso de la gastronomía chino-estadounidense tiene, en cierto modo, sus raíces en la cocina dinástica china.

## Arquitectura
La arquitectura china, de la que se pueden encontrar ejemplos datados hace más de 2000 años, ha sido un rasgo distintivo de la cultura del país. Toda la arquitectura tiene algunos rasgos distintivos independientes de las regiones o del uso de los edificios, el más relevante es el énfasis en la anchura como ejemplifican los amplios espacios de la Ciudad Prohibida.
Por el contrario, la arquitectura occidental suele hacer hincapié en la altura aunque pueden encontrarse excepciones como las pagodas.
Otra característica importante es la simetría, que implica un significado de grandeza y se aplica tanto a palacios como a casas de campo. La excepción más notable a esta característica está en el diseño de los jardines que suelen ser asimétricos. El feng shui ha jugado un importante papel en el desarrollo estructural de la arquitectura.